# Rainbach im Innkreis
Rainbach im Innkreis település Ausztriában, Felső-Ausztria tartományban, a Schärdingi járásban, területe 25 km².

## Fekvése
Tengerszint feletti magassága 371 méter. Rainbach im Innkreis Schardenberg, Münzkirchen, Diersbach, Taufkirchen an der Pram, Sankt Florian am Inn és Brunnenthal településekkel határos.

## Népesség
Lakosainak száma 1478 fő (2018. január 1.).